# Aeroportul Cowell
Aeroportul Cowell (IATA: CCW, ICAO: YCWL) este un aeroport din Australia de Sud, Australia.
Situat la o altitudine de 33 m, aeroportul dispune de o singură pistă.